# Moonbug Entertainment
Moonbug Entertainment (förkortat Moonbug / ˈm uːn ˌb ʌ ɡ / ) är ett brittiskt barnmedieföretag och flerkanalsnätverk. Huvudkontoret finns i London, med ett utomeuropeiskt kontor i Los Angeles. Det ägs (2023) av Candle Media, ett amerikanskt medieföretag.